# پیتر هیگینز (ورزشکار)
پیتر هیگینز (انگلیسی: Peter Higgins؛ ۱۶ نوامبر ۱۹۲۸ – ۸ سپتامبر ۱۹۹۳ (aged 64)) ورزشکار دو و میدانی اهل بریتانیا بود.
وی در مسابقات کشوری و بین‌المللی در مجموع برندهٔ ۱ مدال طلا شده‌است.